# Episodi di Heartbeat (decima stagione)
La decima stagione della serie televisiva Heartbeat è stata trasmessa in anteprima nel Regno Unito dalla ITV1 tra il 22 ottobre 2000 e l'8 aprile 2001.
| nº | Titolo originale        | Titolo italiano | Prima TV UK      | Prima TV Italia |
| -- | ----------------------- | --------------- | ---------------- | --------------- |
| 1  | Chalk and Cheese        | inedito         | 22 ottobre 2000  | inedito         |
| 2  | Smile for the Camera    | inedito         | 29 ottobre 2000  | inedito         |
| 3  | Dog Collar              | inedito         | 5 novembre 2000  | inedito         |
| 4  | Gabriel's Last Stand    | inedito         | 12 novembre 2000 | inedito         |
| 5  | War Stories             | inedito         | 19 novembre 2000 | inedito         |
| 6  | The Fool on the Hill    | inedito         | 26 novembre 2000 | inedito         |
| 7  | The Traveller           | inedito         | 3 dicembre 2000  | inedito         |
| 8  | Child's Play            | inedito         | 10 dicembre 2000 | inedito         |
| 9  | Fallen Heroes           | inedito         | 17 dicembre 2000 | inedito         |
| 10 | Cold Turkey             | inedito         | 24 dicembre 2000 | inedito         |
| 11 | Sylvia's Mother         | inedito         | 7 gennaio 2001   | inedito         |
| 12 | Safe House              | inedito         | 14 gennaio 2001  | inedito         |
| 13 | Blind Justice           | inedito         | 21 gennaio 2001  | inedito         |
| 14 | Home Truths             | inedito         | 28 gennaio 2001  | inedito         |
| 15 | Not So Special          | inedito         | 4 febbraio 2001  | inedito         |
| 16 | The Long Weekend        | inedito         | 11 febbraio 2001 | inedito         |
| 17 | Who's Who?              | inedito         | 18 febbraio 2001 | inedito         |
| 18 | Gin a Body, Meet a Body | inedito         | 25 febbraio 2001 | inedito         |
| 19 | Killing Me Softly       | inedito         | 4 marzo 2001     | inedito         |
| 20 | Unchained Melody        | inedito         | 11 marzo 2001    | inedito         |
| 21 | Truth Games             | inedito         | 18 marzo 2001    | inedito         |
| 22 | Consequences            | inedito         | 25 marzo 2001    | inedito         |
| 23 | The Buxton Defence      | inedito         | 1º aprile 2001   | inedito         |
| 24 | Still Water             | inedito         | 8 aprile 2001    | inedito         |